# Frommhagenstraße 43

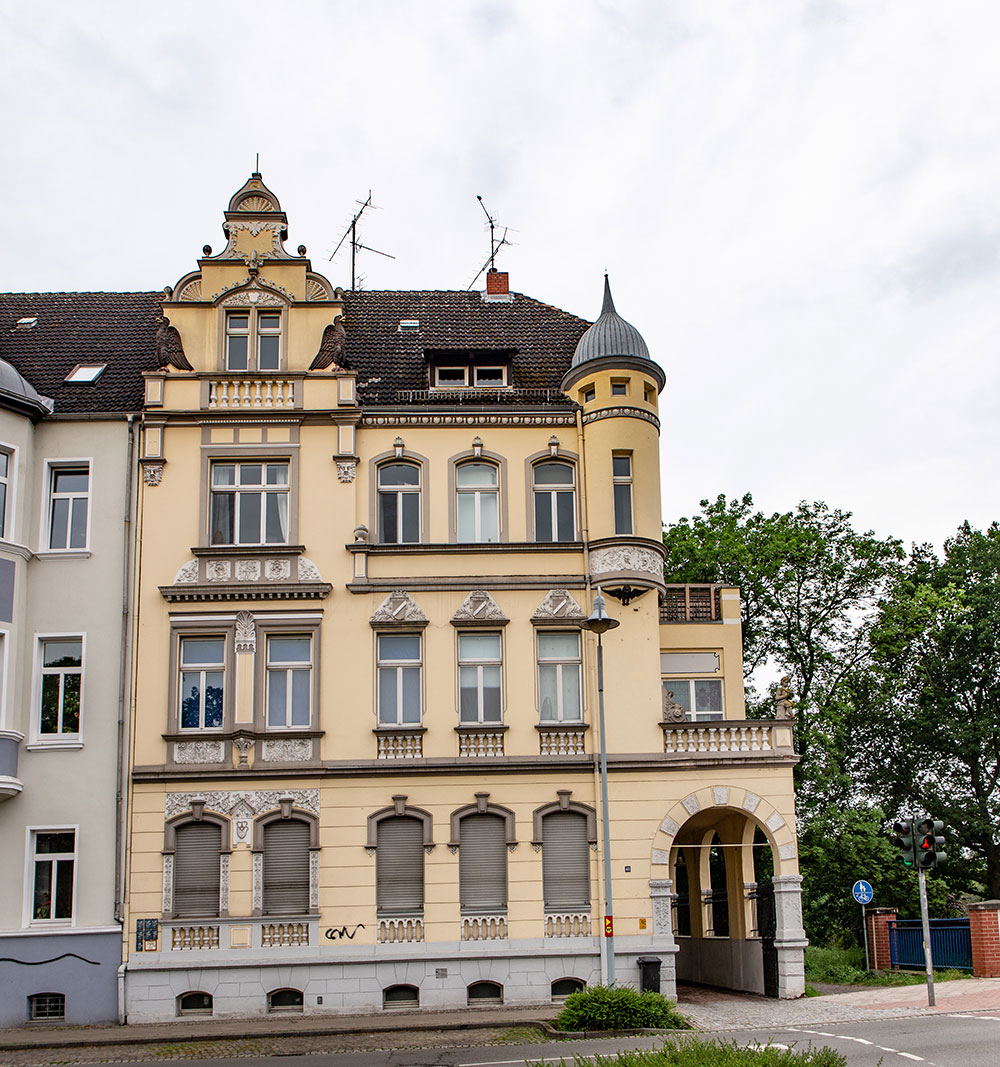
Frommhagenstraße 43

Frommhagenstraße 43 in der Hansestadt Stendal ist die Anschrift eines unter Denkmalschutz stehenden Gebäudes. 

## Beschreibung
Das dreigeschossige Gebäude mit rundbogigem Eingangsportal zum Fluss Uchte hin ist ein Bauwerk des Historismus. Charakteristisch sind die beiden Adler im Obergeschoss, die sich neben dem Giebel an der Ostseite befinden. Über die Fassade verteilt finden sich zahlreiche andere Schmuckelemente wie Balustraden, Konsolen, Masken, Ornament, Säulen oder Muscheln. Die horizontale Gliederung erfolgt durch Gesimse, einen Fries sowie durch die abweichende Gestaltung der Fassade der einzelnen Geschosse.
Die Fensterformen und ihre Einfassungen variieren, zudem wurde verschiedene Wappen in die Fassade integriert – darunter das Zeichen der Freimaurerei. Die Hausecke wird durch einen Laubengang mit Balkon sowie einen Erkerturm betont. Am Türmchen findet sich eine weitere Vogeldarstellungen, auf dem Geländer des östlichen Balkons sitzt ein Putto. Eine Inschrift am Nordgiebel verweist auf das Jahr 1900 als Baujahr. An der Ostseite befindet sich eine Schleppgaube.

## Denkmal
Das Haus wird im Denkmalverzeichnis des Landes Sachsen-Anhalt als Baudenkmal gelistet und trägt dort die Nummer 094 17998. Es wird im Verzeichnis unter dem Sachbegriff Wohnhaus geführt.

## Nutzung
Im Haus wohnte unter anderem der Architekt Rudolf Fust. Heute ist dort unter anderem der Verein Bildungswerk der Wirtschaft Sachsen-Anhalt e. V. untergebracht.